# Christian Malis
Christian Malis, né le 3 avril 1967 à Metz et mort le 20 novembre 2017 à Versailles, est un historien français, docteur habilité en histoire contemporaine et spécialiste de la stratégie militaire.

## Biographie
Il étudie à l'École normale supérieure de la rue d'Ulm à partir de 1988, et obtient un doctorat d'histoire contemporaine après une thèse soutenue en 2000 à l'université Paris IV. 
Par la suite, il collabore étroitement avec le ministère de la Défense, en étant notamment professeur en histoire militaire et en stratégie aux Écoles militaires de Saint-Cyr Coëtquidan, ainsi que chercheur au Centre de Recherche des Écoles de Coëtquidan. Il est également directeur de l'analyse stratégique au sein de plusieurs entreprises privées. 
Il est un contributeur régulier de la Revue de Défense nationale, et publie plusieurs essais importants dans le domaine de la pensée stratégique française contemporaine, ce qui lui vaut le prix du maréchal Foch, décerné par l'Académie française en 2015.
Il donne son nom à la promotion 2020 de l'Institut d'études de stratégie et de défense.

## Publications
- Raymond Aron et le débat stratégique français (1930-1966), Economica, 2005, 822 p.  (ISBN 9782717849554)
- Guerre et manœuvre (dir.), Economica, 2009, 274 p.  (ISBN 9782717857474)
- Pierre Gallois – Histoire, géopolitique, stratégie, Lausanne, L’Age d’homme, 2009, 750 p.  (ISBN 9782825139417)
- La Guerre irrégulière (ouvrage collectif), Economica, 2009, 376 p.  (ISBN 9782717859492)
- Frères d'armes ? Soldats d'État et soldats privés (ouvrage collectif), Economica, 2011, 186 p.  (ISBN 9782717860368)
- Le cyberespace - Nouveau domaine de la pensée stratégique (ouvrage collectif), Economica, 2013, 186 p.  (ISBN 9782717865684)
- Les européens et la guerre (ouvrage collectif), Editions de la Sorbonne, 2013, 404 p.  (ISBN 9782859447540)
- Guerre et stratégie au XXIe siècle, Fayard, 2014, 352 p.  (ISBN 9782213670782)
- Guerre et technique (codir.), Hermann, 2018, 200 p.  (ISBN 9782705695057)

## Distinctions
- 2000 : prix Raymond Aron de la Société des Amis de Raymond Aron
- 2010 : prix de stratégie Edmond Fréville – Pierre Messmer de l’Académie des sciences morales et politiques
- 2015 : prix La Plume et l’épée de la ville de Tours et de la Direction des ressources humaines de l’armée de terre
- 2015 : prix du maréchal-Foch de l'Académie française